# Festuca fleischeri
Festuca fleischeri är en gräsart som beskrevs av Dorfl. Festuca fleischeri ingår i släktet svinglar, och familjen gräs. Inga underarter finns listade i Catalogue of Life.